# جگواروندی
جگواروندی (نام علمی:Herpailurus yagouaroundi) یک گربه‌سان بومی قاره آمریکا است.زیستگاه آن از مرکز آرژانتین در جنوب تا شمال مکزیک، از طریق آمریکای مرکزی و جنوبی در شرق رشته کوه های آند است. جگواروندی یک گربه با جثه متوسط و اندامی لاغر است، رنگ پوست آن خاکستری و قرمز است، بدنی کشیده، پاهای نسبتاً کوتاه، سر کوچک و باریک، گوش‌های کوچک و گرد، پوزه کوتاه و دمی بلند دارد که از این جهات شبیه راسویان است. این گربه تقریباً دو برابر بزرگتر از یک گربه اهلی است و ارتفاع شانه‌اش به ۳۶۰ میلی‌متر است.

## توصیف ظاهری
گربه ایرا پاهای کوتاه، بدن کشیده، و دمی بلند دارد. گوش‌های آن کوتاه و گرد هستند. پوست بدنش خال ندارد و در همه بخش‌ها به یک رنگ است. البته نقش‌های محو اندکی در روی صورت و زیر بدن وجود دارند. رنگ پوست می‌تواند سیاه تا خاکستری مایل به قهوه‌ای یا قرمز تا شاه‌بلوطی باشد و توله‌هایی از هر دو مورد می‌توانند در یک زایمان به دنیا آیند.
طول بدن گربه ایرا میان ۵۳ تا ۷۷ سانتی‌متر است و دمش ۳۱ تا ۶۱ سانتی‌متر طول دارد. وزن این جانور به ۳٫۵ تا ۹٫۱ کیلوگرم می‌رسد.